# トルッロ

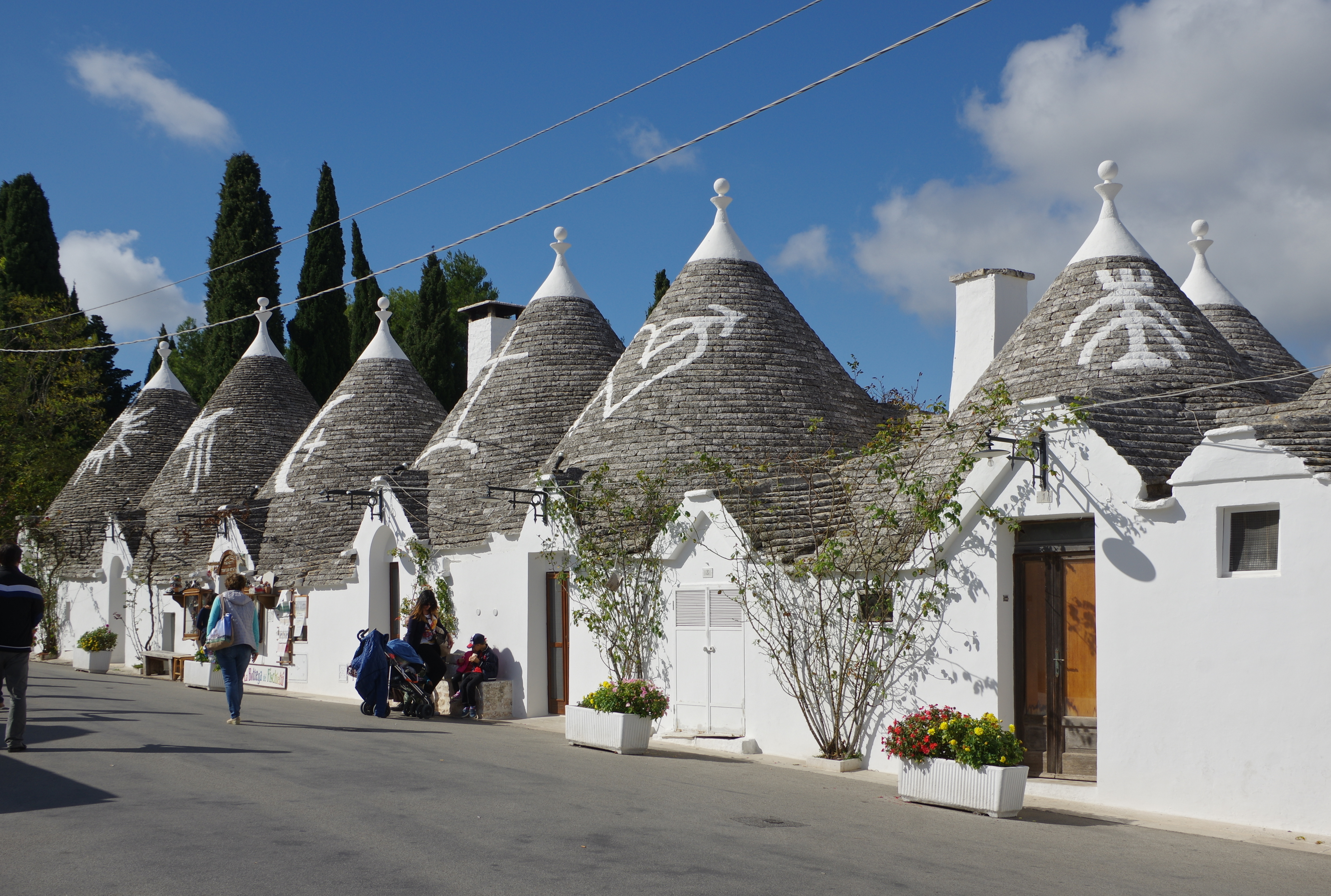
世界遺産に登録されたアルベロベッロのトゥルッリ。とんがり屋根と、屋根に描かれた白い模様が特徴である。

トルッロ（イタリア語: trullo）とは、イタリア南部のプーリア州に多く見られる形式の住居である。
特にアルベロベッロの町では約1500軒のトルッロ群が市街を形成しており、アルベロベッロのトゥルッリとして世界遺産に登録された。なお、アルベロベッロでは集合して存在するため、単数形であるトルッロ（trullo）よりも、複数形のトルッリ (trulli) で呼ばれる場合が多い。トルッリに対するカタカナ表記の揺れは激しく、トゥルッリ、トゥルーリ、トルーリ（単数形ではトゥルッロ、トゥルーロ）などと示される事例が見られる。
イタリア語の「trullo」には「部屋1つ、屋根1つ」という意味が有り、その語源はラテン語のトルッラである。

## 構造

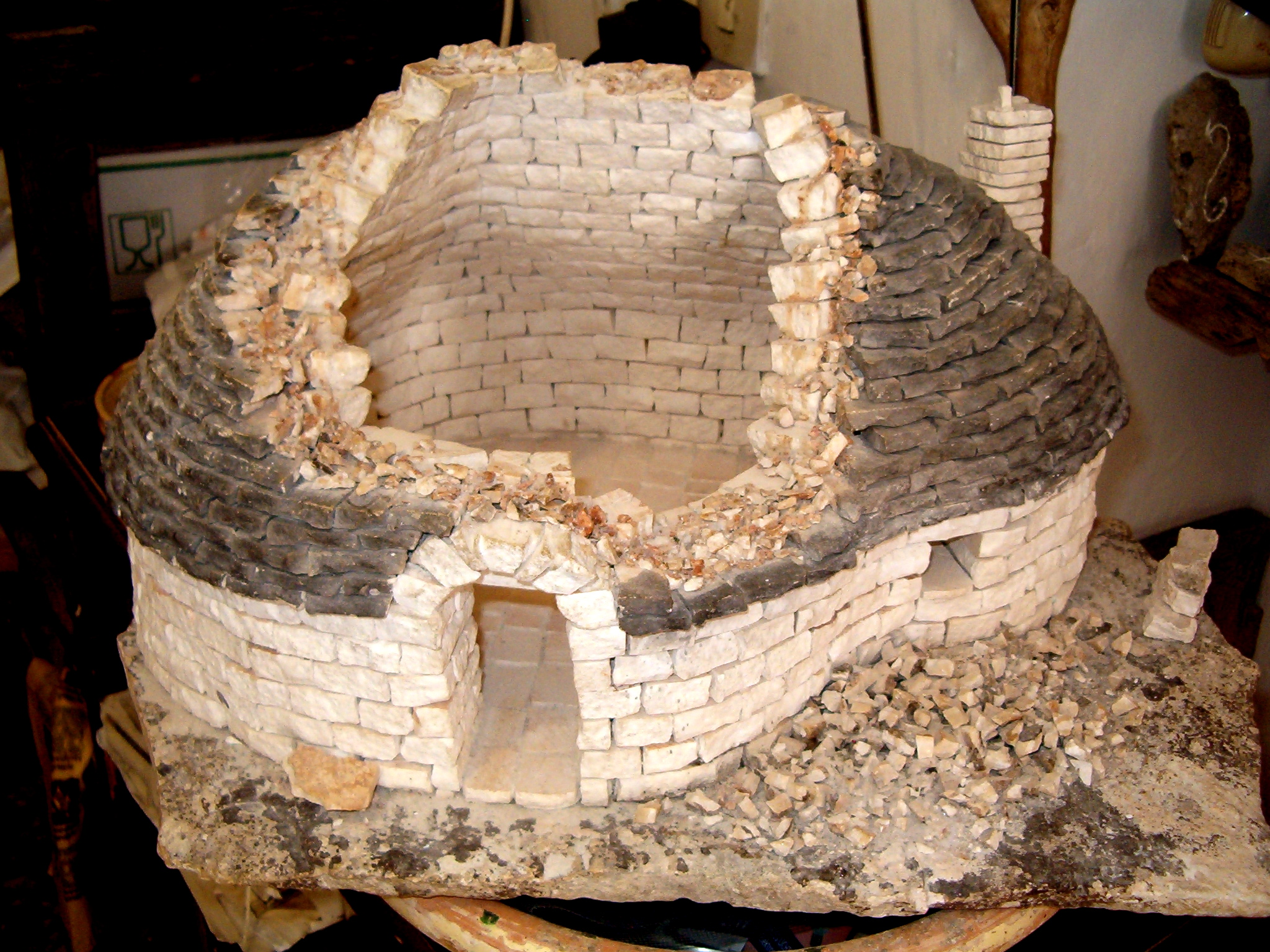
トゥルッロの構造が判る模型。

サレント半島北部のヴァッレ・ディトリア地方では、居住用の建物の材料として伝統的に石灰岩を用いられてきた。参考までに、この付近の地質は、石灰岩質である。そして、トゥルッロの主な建材も石灰岩であり、19世紀半ばまでは、つなぎを一切使ってこなかった。伝統的な工法では、平たく加工した石灰岩の切石を積み上げる乾式石積み工法で建設される。つまり、石灰岩を適切な形に切って、それを隙間なく積み上げてゆくわけである。ただし、このような簡易な工法で作られるものの、建物の表面には漆喰を塗って仕上げる。こうして塗られた白い漆喰は外気を遮断してくれて、石材でできた壁の保温効果を高る効果も有る。漆喰を塗った白壁は、白色であるために室内を広く明るく見せる効果が有る。なお、上部程に細くなる特徴的な形状の屋根も、石灰岩の切石を積み上げて作る。屋根は円錐形だが、このように屋根の石を円形に積む理由は、その強度を高めるためである。建設当初には黒くなかった屋根も、年月を経るにつれて太陽光に含まれる紫外線の影響により、直射日光が当たる部分は徐々に黒ずんでゆく。屋根には、しばしば石灰で神話的・宗教的シンボルが描かれる。特に屋根の道路側に、白い模様が描かれる場合が多く、これは呪術的な意味を持つとも、似たような形状の他の家との区別のためとも言われている。屋根の頂上には飾りが付けられている場合も有り、これも宗教的な意味と区別のためであると言われる。
ところでトゥルッロには、そもそも「部屋1つ屋根1つ」という意味も有り、その意味の通り、基本的には、1つの部屋の上に、1つの屋根が有るという構造をしている。建物内部に玄関や廊下は無く、扉を開けると直接部屋に通じる。このため部屋の間は仕切りが無いので、カーテンなどで仕切られる。この構造にされた理由には諸説が存在するものの、この地を治めた貴族が、王からの家屋に課せられる税から逃れるために、調査の際に屋根を壊して「家ではない」と主張できるように、壊し易い家を作ったとする説が有る。領主はナポリ王国に対して家屋に応じた税を納めねばならなかった。このため、解体し易く、再建もし易いような構造にしたという。ナポリ王国の徴税官による1644年の報告書には、徴税を妨害するための家屋解体が行われた旨が記載されている。しかし、史料調査・比較調査の結果によれば、農村の統制のために、反抗的な農民を懲罰するための手段とする事が、この措置の主目的だったようである。
なお、基本的に「部屋1つ屋根1つ」という簡素な間取りのトゥルッロにも、例外は存在する。例えば部屋が1つではない事例として、大規模なトゥルッロの中には2階建ての物も有り、2階の床と階段は木で作られている。
トゥルッリには生活に欠かせない工夫も施されている。この辺りには大きな淡水の水域が無く、降水量も多くなく、地中海性気候で、アフリカ大陸のサハラ方面からシロッコと呼ばれる風が吹き付けてくるために特に夏は乾燥する。しかも薄い土壌の下は巨大な岩盤になっていて、大きな井戸を掘る事が難しい。そこで、円錐形の屋根で受けられた雨は、傾斜によって雨水を集め、水路を通して、床下の貯水槽に貯められ生活用水に使われている。

## アルベロベッロのトゥルッリ
昔ながらのトゥルッリを、特にアルベロベッロでは修復しながら、大切に使って守ってきた。アルベロベッロでは多数のトゥルッリが現存して市街を形成しているだけでなく、現役の建物として住居や店舗などの用途で実用しながらである。
この地方においてトゥルッリは広く見られた建築であり、例えば20世紀前半までならばヴィッラ・カステッリの旧市街にはトゥルッリが立ち並んでいた。しかし、やがてそうした景観は失われていった。アルベロベッロでも19世紀以降は、トゥルッリの新築は急速に無くなっていった。それでも、アルベロベッロには多くのトゥルッリが残り、世界遺産として登録される前の20世紀後半には、すでに観光地として知られていた。そうした中で、1996年に「アルベロベッロのトゥルッリ」が世界遺産として登録された。なお、アルベロベッロ内のアイア・ピッコラ地区とモンティ地区の2つの地区が、世界遺産登録地区である。両地区に合わせて1500軒あまりのトゥルッロが存在する。白壁に円錐形の石積み屋根を載せた「トゥルッロ」が集まった「トゥルッリ」が、多数建ち並んで市街を構成する。アルベロベッロのトゥルッリは、開拓農民によって16世紀の半ばからの約100年間に多く建設された。

## 写真集
- アルベロベッロのトゥルッロ・ソヴラーノ。唯一2階建である。
- 3つのトゥルッロを連結したトゥルッリ。
- マルティーナ・フランカ近郊の小麦畑とトゥルッリ。
- トゥルッロの内部。内部の壁も、このように白い。
- トゥルッロの屋根の内部。